# Валтер де Соуза Гуларт
Валтер де Соуза Гуларт (порт. Walter de Souza Goulart, 17 червня 1912, Ріо-де-Жанейро — 13 листопада 1951) — бразильський футболіст, що грав на позиції воротаря, зокрема, за клуб «Фламенго», а також національну збірну Бразилії.
Дворазовий переможець Ліги Каріока.

## Клубна кар'єра
У футболі дебютував 1931 року виступами за команду «Андарай».
Згодом з 1932 по 1938 рік грав у складі команд «Кокота», «Америка» (Ріо-де-Жанейро), «Сантус» та «Бангу».
Своєю грою за останню команду привернув увагу представників тренерського штабу клубу «Фламенго», до складу якого приєднався 1938 року. Відіграв за команду з Ріо-де-Жанейро наступні три сезони своєї ігрової кар'єри.
Протягом 1942 року захищав кольори команди клубу «Васко да Гама».
Завершив професійну ігрову кар'єру у клубі «Америка» (Ріо-де-Жанейро), у складі якого вже виступав раніше. Прийшов до команди 1943 року, захищав її кольори до припинення виступів на професійному рівні у 1943.
| Дата       | Місто   | Господарі | Результат | Гості          | Турнір  | Голи | Примітки |
| ---------- | ------- | --------- | --------- | -------------- | ------- | ---- | -------- |
| 12-06-1938 | Бордо   | Бразилія  | 1 – 1     | Чехословаччина | ЧС 1938 | -1   |          |
| 14-06-1938 | Бордо   | Бразилія  | 2 – 1     | Чехословаччина | ЧС 1938 | -1   |          |
| 16-06-1938 | Марсель | Італія    | 2 – 1     | Бразилія       | ЧС 1938 | -2   |          |
| Усього     |         | Матчів    | 3         |                | Голів   | -4   |          |

Помер 13 листопада 1951 року на 40-му році життя.

## Титули і досягнення
- Переможець Ліги Каріока (2):

«Америка» (Ріо-де-Жанейро): 1935
«Фламенго»: 1939
- Бронзовий призер чемпіонату світу: 1938